# Jardí d'Eram

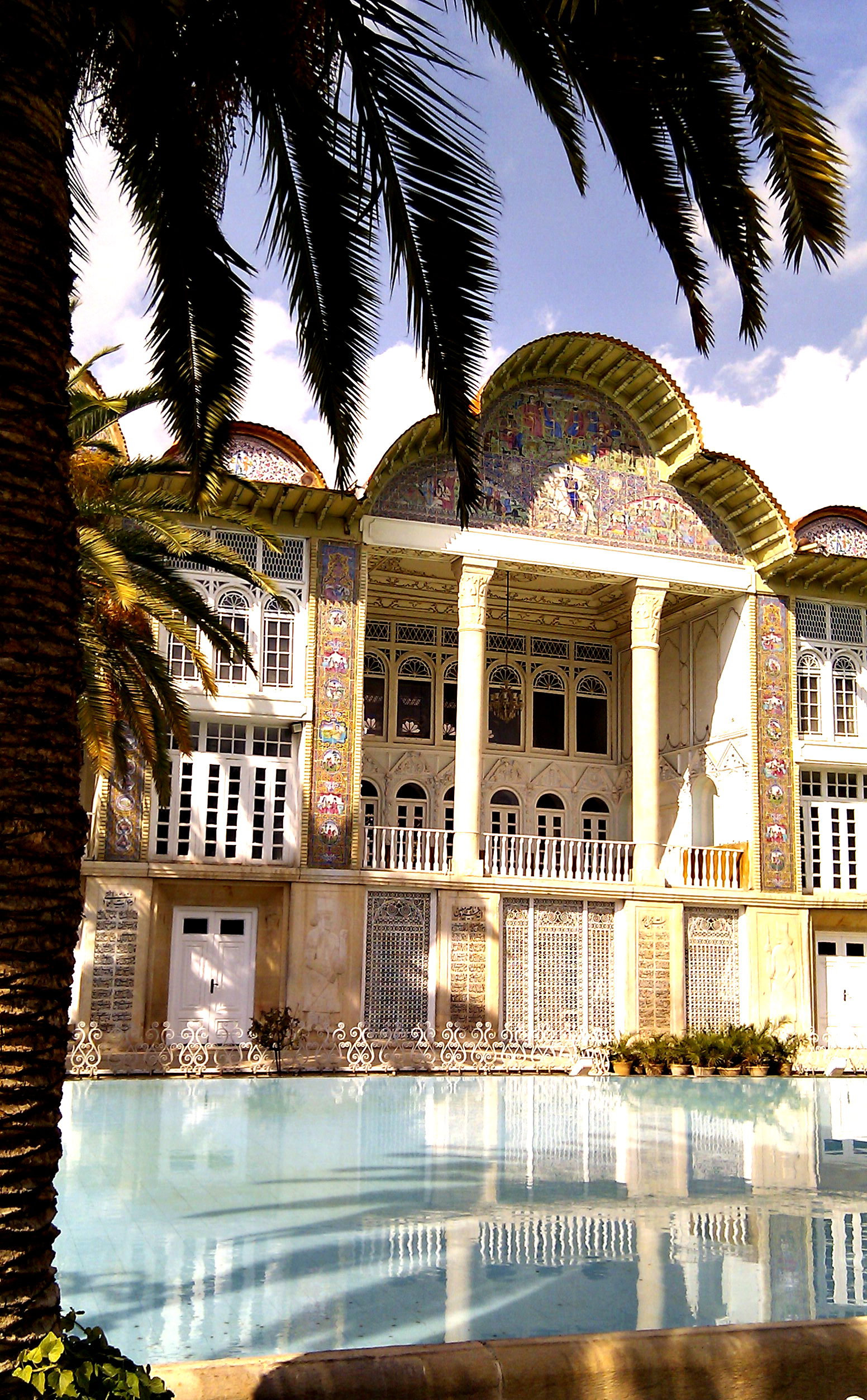
Porxo i columnes amb taulells policroms

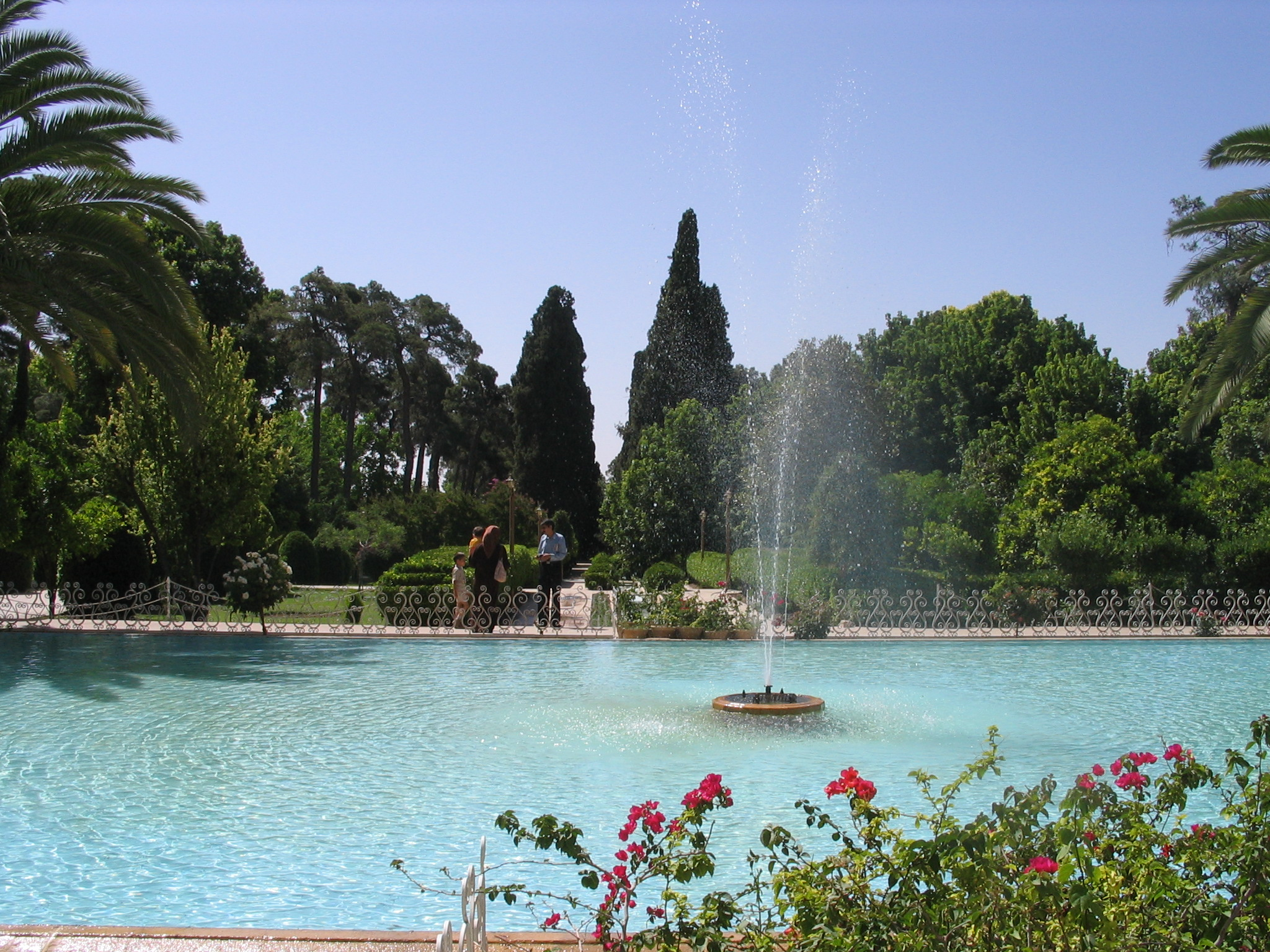
Estany i vegetació del jardí

El Jardí d'Eram (persa: باغ ارم, ‘Bāgh d'Eram’) és un jardí històric persa de la ciutat de Siraz, a l'Iran. Eram és la versió persa de la paraula àrab Iram, que significa ‘cel' en l'Alcorà; el jardí té aquest nom per la seua bellesa. Es troba en la riba nord del Khoshk, a la província de Fars, i té 110.000 metres quadrats.

## Història
Diverses fonts i escrits indiquen que el jardí és del segle xi, fet durant la dinastia seljúcida, quan el governador de Pars, Atabak Qaracheh, ordenà la construcció de diversos recintes i jardins i rebé el nom de Bagh-i-Sah (‘Jardí del rei’ en persa), tot i que era molt més senzill i estava menys decorat del que ho estaria després. Al segle xiv la dinastia indjúida prengué el control de la zona després de la caiguda de l'Il-kanat i almenys un dels dirigents d'aquesta dinastia usà el Jardí d'Eram com a seu del seu govern. En aquest període arribà al seu apogeu, doncs a l'arribada dels timúrides i de Tamerlà l'atenció d'aquests es desplaçà cap a la construcció de nous jardins a la zona, i l'oblidaren durant segles.
La construcció del jardí actual, inclòs el pavelló i els jardins, començà al segle xviii durant la dinastia qajar, quan diferents líders de les tribus qaixqais l'usaren com a seu del govern de la zona després que l'ordre de Nàdir-Xah Afxar de recuperar els jardins de la ciutat permetera trobar el jardí originari prop de Siraz. Aquells que es consideraven hereus de l'antic Il-kanat continuaren l'obra al llarg del segle xix i la van completar gairebé al final d'aquest.
El viatger holandès Cornelis de Brujn feu una descripció dels jardins al segle xviii. Al llarg dels segles l'estructura ha estat modificada, restaurada i estilísticament modificada per diferents personatges. El principal pavelló, encarat al sud-est seguint l'eix més llarg, el dissenyà l'arquitecte local Haji Mohammad Hasan. L'estructura albergava 32 cambres en dues plantes decorades amb taulells que contenien poemes del poeta persa Hàfidh. El pavelló fou renovat durant el regnat de la dinastia Zand i una altra vegada durant el Qajar. La dinastia Pahlevi invertí molt d'esforç i diners a restaurar el jardí perquè aconseguira reconeixement internacional; l'ambaixador britànic a l'Iran, sir Denis Wright, fou convidat el 1965 per Asadollah Alam, amic proper de Mohammad Reza Pahlavi i en aquest moment rector de la Universitat de Siraz, a una festa al Jardí d'Eram organitzada per la princesa Alexandra de Kent. El conjunt acabà a cura de la Universitat de Pahlavi durant el govern de la dinastia, que l'usà com a Facultat de Dret fins als anys 80.
Hui continua sent propietat de la Universitat de Siraz i està obert al públic com a museu, protegit per l'Organització del Patrimoni Cultural de l'Iran. El 27 de juny de 2011, el Jardí d'Eram i altres jardins representatius de l'Iran foren inscrits en la llista de Patrimoni de la Humanitat sota la denominació comuna del jardí persa.

## Arquitectura
L'actual pavelló, aixecat al mateix lloc que l'anterior després de la seua demolició, té tres pisos, un porxo de doble columna que s'estén en dos pisos, sostres amb forma de gablet arredonit i un gran estany davant l'entrada. El seu interior consta d'una àmplia sala central, Howz khaneh (Casa de banys), flanquejada per dos corredors que la separen de les dues ales ocupades per habitacions. Tant el sòl com les parets de la sala estan coberts amb taulells de colors l'ús dels quals s'estén també a la façana i fan de la policromia un element important del pavelló.
En la part posterior, en direcció oest, hi ha l'Andarooni, l'edifici que servia com serrall i que consta de cinc habitacions: una de quadrada enfront de la porta anomenada Gholam-neshin (sala d'estar dels servents) i dues a cada costat dels corredors laterals. Durant el seu ús universitari fou aquest edifici el que s'usà com a Facultat de Dret, mentre que la casa de banys es convertí en biblioteca.

## Jardí
L'aigua necessària per al jardí provenia d'una deu a la rodalia, però amb el desenvolupament de projectes a la ciutat passà a rebre l'aigua de dos pous excavats. Els canals que transporten l'aigua corren des de l'oest pels costats dels camins dels dos eixos després de travessar la sala principal del pavelló. El jardí destaca pel seu conjunt de pins i cedres, aquests amb 35 m, i per les seues roses, que en altres temps tingueren el seu propi jardí dins del conjunt.